# Fulvinezuur

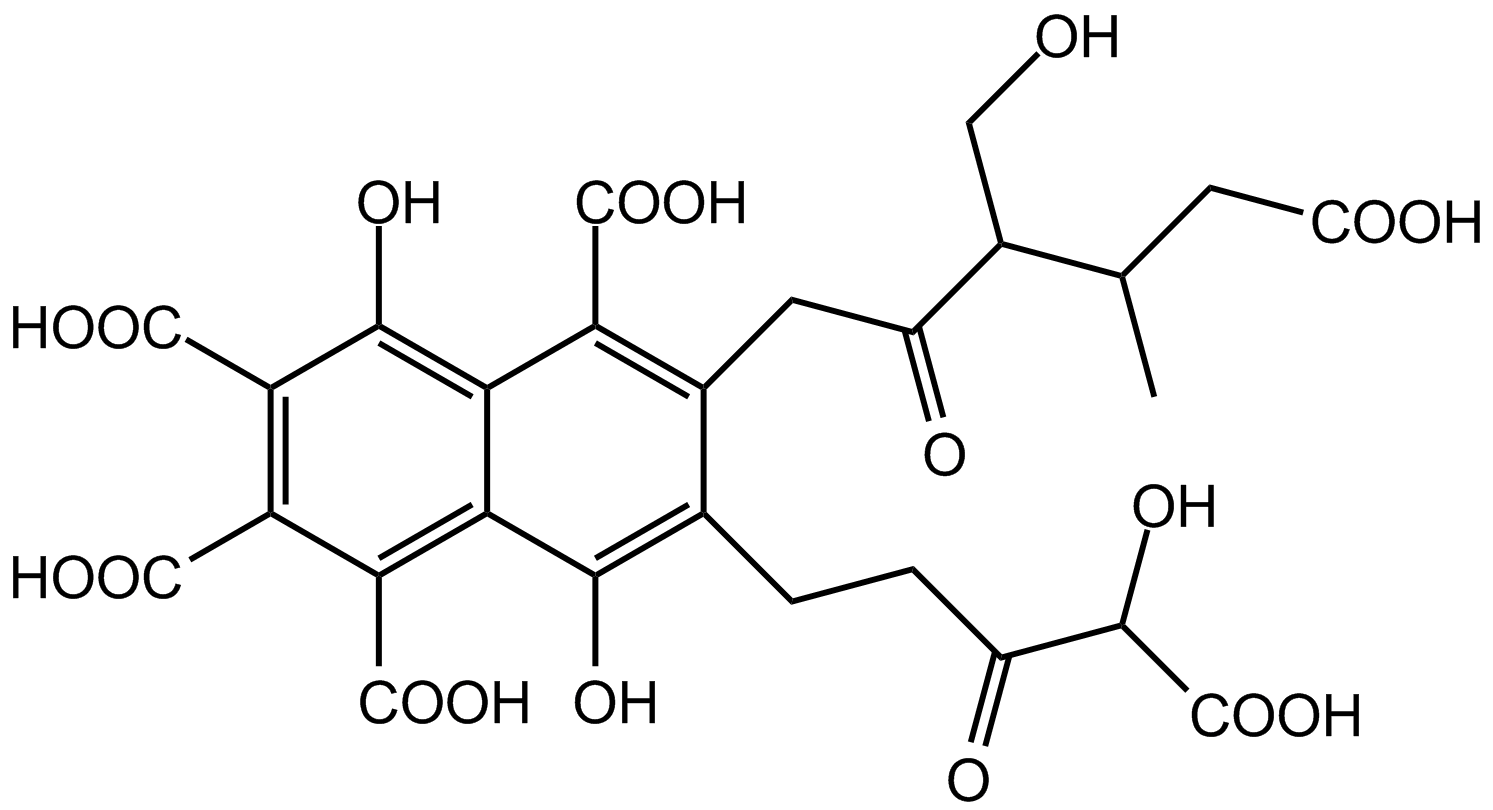
Voorbeeld van de moleculaire structuur van fulvinezuur

Fulvinezuur is een van de belangrijkste componenten in humus. Het ontstaat door biologische afbraak van dood organisch materiaal. 
Fulvinezuur is een substantie met een lager molecuulgewicht en hoger zuurstofgehalte dan andere humussubstanties. Het gebruikt in de landbouw als aanvulling op de bodem en soms als voedingssupplement voor mens of dier. Als voedingssupplement kan fulvinezuur een vloeibaar component zijn van minerale colloïden. Fulvinezuur is een poly-elektrolyt en diffundeert gemakkelijker door membranen dan andere colloïden.

## Humussubstanties
Humussubstanties worden gevormd door de microbiële afbraak van plantenmateriaal, zoals lignine. Fulvinezuur wordt gewonnen uit water en de bodem. De precieze eigenschappen en de structuur in een bepaald monster zijn afhankelijk van de bron, en de manier waarop het gewonnen is. Desondanks zijn de gemiddelde eigenschappen van humus-substanties uit verschillende bronnen opmerkelijk gelijk. 
Humussubstanties uit de bodem en sedimenten kunnen worden onderverdeeld in drie grote fracties: Humuszuren, fulvinezuren, en humine. Humus- en fulvinezuur worden geëxtraheerd als een colloïdale mix van grond en andere vaste stoffen in een sterk basische, waterige oplossing van natrium- of kaliumhydroxide. Humuszuren worden neergeslagen uit deze oplossing door met zoutzuur de pH op 1 te brengen, waardoor het fulvinezuur in oplossing overblijft. Dit is bovendien het praktische onderscheid tussen humus- en fulvinezuur. Humine is onoplosbaar in verdunde alkali. Het alcohol-oplosbare gedeelte van de humusfractie wordt over het algemeen 'humuszuur' genoemd. Zogenaamde 'grijze humuszuren' (GHA, Engels: Gray Humic Acids) zijn oplosbaar in alkalische media met een lage ionconcentratie. 'Bruine humuszuren' (BHA, Engels: Brown Humic Acids), zijn oplosbaar in alkalische omstandigheden, onafhankelijk van ionsterkte. Fulvinezuren (FA) zijn oplosbaar onafhankelijk van pH en ionconcentratie.
  
Vloeistofchromatografie en vloeistof-vloeistof extractie kunnen worden gebruikt om de componenten waaruit humussubstantie bestaat te scheiden. Geïdentificeerde stoffen omvatten mono-, di-en tri-hydroxy-vetzuren, dicarbonzuren, lineaire alcoholen, fenolische zuren en terpenen.

## Samenstelling

Voorbeeld van een typisch humuszuur, met een verscheidenheid aan functionaliteiten zoals chinon, fenol, catechol en suikergroepen

Een typische humussubstantie is een mengsel van vele moleculen, waarvan sommige gebaseerd zijn op een motief van aromatische kernen met onderling verbonden fenol- en carboxylsubstituenten. 
De functionele groepen die het meest bijdragen aan de oppervlaktelading en reactiviteit van humusstoffen zijn fenolische en carboxylgroepen.  Humuszuren gedragen zich als mengsels van dibasische zuren met een pKz1 waarde van ongeveer 4 voor de carboxylgroepen en ongeveer 8 voor de fenolaat groepen. Er is een aanzienlijke algemene overeenkomst tussen individuele humuszuren.
 
Gemeten pK waarden voor een gegeven monster zijn daarom gemiddelden met betrekking tot de bestanddelen. De andere belangrijke eigenschap is de ladingdichtheid. De moleculen kunnen een supramoleculaire structuur vormen, bij elkaar gehouden door niet-covalente krachten, zoals Van der Waals kracht, π-π, en CH- π bindingen.
De aanwezigheid van carboxylaat- en fenolaat-groepen geeft de humuszuren de mogelijkheid complexen te vormen met ionen zoals Mg2+, Ca2+, Fe2+ en Fe3+. Veel humuszuren hebben twee of meer van deze groepen, die de vorming van chelaten toestaan.
 
De vorming van (chelaat) complexen is een belangrijk aspect van de biologische rol van humuszuren in het reguleren van de biologische beschikbaarheid van metaalionen.  

## Ecologische effecten
Organische bodemverbeteraars staan bij boeren langer dan mensenheugenis bekend als gunstig voor de groei van planten. 
Toch is de chemie en de functie van de organische stof een onderwerp van controverse sinds de mens er over begon te schrijven in de 18e eeuw. Tot de tijd van Justus von Liebig werd verondersteld dat humus direct werd opgenomen door planten. Liebig toonde aan dat de groei van planten afhankelijk is van anorganische verbindingen.  Sindsdien gold in de bodemkunde dat organisch materiaal alleen nuttig was voor de vruchtbaarheid als het werd afgebroken tot samengestelde voedingselementen in anorganische vorm. In onze tijd wordt een meer holistisch standpunt ingenomen en wordt erkend dat humus de bodemvruchtbaarheid in ieder geval beïnvloedt door het effect op het waterhoudend vermogen van de bodem. Omdat is aangetoond dat planten de complexe organische moleculen van systemische insecticiden absorberen en verplaatsen, kunnen bodemkundigen het idee dat planten in staat zijn om de oplosbare vormen van humus te absorberen niet meer afdoen als zonder meer onwaar. In feite kunnen oplosbare vormen van humus een essentiële rol spelen in de opname van anders onoplosbare ijzeroxiden.

## Steenverstevigend effect
Volgens archeologie werd in het Oude Egypte stro gemengd met modder om bouwstenen te produceren. Stro produceert sterkere stenen die minder snel breken of hun vorm verliezen. Modern onderzoek heeft vastgesteld dat humuszuur vrijkomt uit stro vermengd met modder, in feite een mengsel van zand en klei. Humuszuur verhoogt de plasticiteit van klei.